# 2022-es Nickelodeon Kids’ Choice Awards
A 2022-es Nickelodeon Kids’ Choice Awards a 2021-ben megjelent legjobb filmes, televíziós, zenés és videojátékos tartalmait díjazta a nézők szavazata alapján. A díjátadót 2022. április 9-én tartották a Los Angeles-i Barker Hangarben, a házigazdai Miranda Cosgrove és Rob Gronkowski voltak. A ceremóniát a Nickelodeon televízióadó és annak társadói közvetítették. A jelöltek listáját 2022. március 9-én hozták nyilvánosságra, a szavazás pedig 2022. április 9-ig tartott.

## Győztesek és jelöltek

### Filmek
| Kedvenc film | Kedvenc színész |
| --- | --- |
| - Pókember: Nincs hazaút - Hamupipőke - Clifford, a nagy piros kutya - Dzsungeltúra - Space Jam: Új kezdet - Tom és Jerry | - Tom Holland – Pókember: Nincs hazaút (Peter Parker / Pókember) - John Cena – Halálos iramban 9. (Jakob Toretto) - Vin Diesel – Halálos iramban 9. (Dominic Toretto) - LeBron James – Space Jam: Új kezdet (önmaga) - Dwayne Johnson – Dzsungeltúra (Frank Wolff) és Különösen veszélyes bűnözők (John Hartley) - Ryan Reynolds – Free Guy (Guy) és Különösen veszélyes bűnözők (Nolan Booth) |
| Kedvenc színésznő | Kedvenc animációs film |
| - Zendaya – Pókember: Nincs hazaút (MJ) és Dűne (Chani) - Emily Blunt – Dzsungeltúra (Lily Houghton) - Camila Cabello – Hamupipőke (Hamupipőke) - Scarlett Johansson – Fekete Özvegy (Natasha Romanoff / Fekete Özvegy) - Angelina Jolie – Örökkévalók (Thena) - Emma Stone – Szörnyella (Szörnyella)                                             | - Encanto - Luca - A Mancs őrjárat: A film - Énekelj! 2. - Bébi úr: Családi ügy - SpongyaBob: Spongya szökésben |
| Kedvenc szinkronszínész | |
| - Scarlett Johansson – Énekelj! 2. (Ash) - Awkwafina – SpongyaBob: Spongya szökésben (Otto) és Raya és az utolsó sárkány (Sisu) - Tom Kenny – SpongyaBob: Spongya szökésben (Spongyabob) - Keanu Reeves – SpongyaBob: Spongya szökésben (Bölcs) - Charlize Theron – Addams Family 2. (Morticia Addams) - Reese Witherspoon – Énekelj! 2. (Rosita) | |

### Televízió
| Kedvenc gyerekműsor | Kedvenc családi műsor | |
| --- | --- | --- |
| - High School Musical: A musical: A sorozat - Félsz a sötétben? - Veszélyes Osztag - Raven otthona - Sadie és Lay Lay kalandjai - Bébicsőszök klubja | - iCarly - Cobra Kai - Flash – A Villám - Loki - WandaVízió - Az ifjú Sheldon | |
| Kedvenc televíziós színész | Kedvenc televíziós színésznő | |
| - Joshua Bassett – High School Musical: A musical: A sorozat (Ricky) - Raphael Alejandro – Kikiwaka tábor (Matteo Silva) - Cooper Barnes – Veszélyes Osztag (Ray Manchester / Hőskapitány) - Dylan Gilmer – Tyler Perry bemutatja: Young Dylan-t (Young Dylan) - Bryce Gheisar – Az űrhajósok (Elliott Combs) és Félsz a sötétben? (Luke McCoy) - Luca Luhan – Veszélyes Osztag (Bose O'Brian / Agyaló) | - Olivia Rodrigo – High School Musical: A musical: A sorozat (Nini) - Malia Baker – Bébicsőszök klubja (Mary Anne Spier) és Félsz a sötétben? (Gabby Lewis) - Havan Flores – Veszélyes Osztag (Chapa De Silva / Volt) - Raven-Symoné – Raven otthona (Raven Baxter) - That Girl Lay Lay – Sadie és Lay Lay kalandjai (Lay Lay) - Sofia Wylie – High School Musical: A musical: A sorozat (Gina) | |
| Kedvenc televíziós színész (családi műsor) | Kedvenc televíziós színésznő (családi műsor) | |
| - Tom Hiddleston – Loki (Loki) - Iain Armitage – Az ifjú Sheldon (Sheldon Cooper) - Nathan Kress – iCarly (Freddie Benson) - Ralph Macchio – Cobra Kai (Daniel LaRusso) - Jeremy Renner – Sólyomszem (Clint Barton / Sólyomszem) - Jerry Trainor – iCarly (Spencer Shay) | - Miranda Cosgrove – iCarly (Carly Shay) - Peyton List – Cobra Kai (Tory Nichols) - Mary Mouser – Cobra Kai (Samantha LaRusso) - Elizabeth Olsen – WandaVízió (Wanda Maximoff / Skarlát Boszorkány) - Yara Shahidi – Feketék fehéren és Grown-ish (Zoey Johnson) - Hailee Steinfeld – Sólyomszem (Kate Bishop)                                                                                  | |
| Kedvenc valóságshow | Kedvenc rajzfilmsorozat | |
| - America’s Got Talent - American Idol - Kids Baking Championship - Lego Masters - The Masked Singer - Lehetetlen küldetés | - SpongyaBob Kockanadrág - Jurassic World: Krétakori tábor - Tapsi Hapsi és barátai - Tini titánok, harcra fel! - A Lármás család - Hupikék törpikék | - SpongyaBob Kockanadrág - Jurassic World: Krétakori tábor - Tapsi Hapsi és barátai - Tini titánok, harcra fel! - A Lármás család - Hupikék törpikék |

### Zene
| Kedvenc együttes | Kedvenc férfi zenész |
| --- | --- |
| - BTS - The Black Eyed Peas - Florida Georgia Line - Jonas Brothers - Maroon 5 - Migos | - Ed Sheeran - Drake - Justin Bieber - Bruno Mars - Shawn Mendes - The Weeknd |
| Kedvenc női zenész | Kedvenc zeneszám |
| - Ariana Grande - Adele - Cardi B - Billie Eilish - Lady Gaga - Taylor Swift | - "Happier Than Ever" – Billie Eilish - "Easy on Me" – Adele - "Up" – Cardi B - "Bad Habits" – Ed Sheeran - "All Too Well (Taylor's Version)" – Taylor Swift - "Take My Breath" – The Weeknd |
| Kedvenc album | Kedvenc feltörekvő előadó |
| - "Happier Than Ever" – Billie Eilish - "30" – Adele - "Justice (album)" – Justin Bieber - "Certified Lover Boy" – Drake - "Fearless (Taylor's Version)" – Taylor Swift - "Red (Taylor's Version)" – Taylor Swift                                                         | - Olivia Rodrigo - Chloe Bailey - Glass Animals - Jack Harlow - Saweetie - Walker Hayes |
| Kedvenc együttműködés | Kedvenc közösségi előadó |
| - "Stay" – The Kid Laroi, Justin Bieber - "Beautiful Mistakes" – Maroon 5, Megan Thee Stallion - "Best Friend" – Saweetie, Doja Cat - "Leave Before You Love Me" – Marshmello, Jonas Brothers - "Rumors" – Lizzo, Cardi B - "Save Your Tears" – The Weeknd, Ariana Grande | - Dixie D’Amelio - JoJo Siwa - Johnny Orlando - Addison Rae - That Girl Lay Lay - Oliver Tree                                                                                                |
| Kedvenc világsztár | |
| - Adele (Egyesült Királyság) - BTS (Ázsia) - Camilo (Latin-Amerika) - Olivia Rodrigo (Észak-Amerika) - Rosalía (Európa) - Tems (Afrika) - Tones and I (Ausztrália) | |

### Sport
| Kedvenc férfi sportoló                                                                         | Kedvenc női sportoló                                                                       |
| ---------------------------------------------------------------------------------------------- | ------------------------------------------------------------------------------------------ |
| - Tom Brady - Stephen Curry - LeBron James - Patrick Mahomes - Cristiano Ronaldo - Shaun White | - Chloe Kim - Sasha Banks - Simone Biles - Ószaka Naomi - Candace Parker - Serena Williams |

### Egyéb
| Kedvenc férfi közösségi sztár                                             | Kedvenc női közösségi sztár                                                                        |
| ------------------------------------------------------------------------- | -------------------------------------------------------------------------------------------------- |
| - MrBeast - Austin Creed - Ninja - Ryan’s World - Spencer X - Unspeakable | - Charli D’Amelio - Addison Rae - Emma Chamberlain - Kids Diana Show - Lexi Rivera - Miranda Sings |
| Kedvenc videojáték                                                        | |
| - Minecraft - Brookhaven - Just Dance 2022 - Mario Party Superstars       | |

### Nemzetközi díjak
| Kedvenc híresség (Afrika)                                                                             | Kedvenc gyerek influencer (Afrika)                                                                               |
| --- | --- |
| - Makhadzi - Focalistic - Major League DJz - Pitso Mosimane - Tems                                    | - Sbahle Mzizi - Adaeze Onuigbo - Masaka Kids Africana - Sassy Taylor Morrison - Uncle Vinny - Witney Ramabulana |
| Az év ausztrál legendája                                                                              | Kedvenc híresség (Belgium)                                                                                       |
| - Savannah Clarke - Now United - Sam Kerr - Calvin & Kaison - Georgie Stone - Josh Giddey             | - CAMILLE - Axel Witsel - Lost Frequencies - Stromae                                                             |
| Kedvenc család (Hollandia és Belgium)                                                                 | Kedvenc híresség (Hollandia)                                                                                     |
| - A Plas család - A Asporaat család - A Flex család - A Janzen család - A Planckaert család           | - Max Verstappen - Emma Heesters - Freek Vonk - Nesim el Ahmadi - Tabitha                                        |
| Brazil unfluencer                                                                                     | Brazil előadó |
| - Juliette - Luccas Abreu - Pequena Lo - Virginia - Enaldinho - Boca Rosa                             | - Anitta - Manu Gavassi - Vitor Kley - Dilsinho - Zé Felipe - Agnes Nunes                                        |
| Kedvenc énekes (Németország, Ausztria és Svájc)                                                       | Kedvenc dal (Németország, Ausztria és Svájc)                                                                     |
| - Lena - Lea - Luna - Mark Forster - Nico Santos - Zoe Wees                                           | - "Girls Like Us" – Zoe Wees - "blau" – Luna - "Faded Love" – Leony - "Stark" – Sarah Connor                     |
| Kedvenc közösségi sztár (Németország, Ausztria és Svájc)                                              | Kedvenc csapat (Németország, Ausztria és Svájc)                                                                  |
| - Younes Zarou - julesboringlife - Karim Jamal - Nic Kaufmann - Tina Neumann - Twenty4Tim             | - Elevator Boys (Elevator Mansion) - Gewitter im Kopf - Rocket Beans - Spotlight Cast                            |
| Kedvenc focista (Németország, Ausztria és Svájc)                                                      | Kedvenc híresség (Magyarország)                                                                                  |
| - Lea Schüller - Christopher Nkunku - Florian Wirtz - Jude Bellingham - Laura Freigang - Nicole Billa | - Pap Dorci - Illés Fanni - Milák Kristóf - Palkovics Zóra                                                       |
| Kedvenc közösségi sztár (Olaszország)                                                                 | Kedvenc énekes (Olaszország)                                                                                     |
| - Alessia Lanza - Ambra Cotti - Captain Blazer - Giulia Sara Salemi - Michelle Cavallaro              | - AKA 7even - Alfa - Deddy - Elodie - Sangiovanni                                                                |
| Kedvence képregény sztár (Olaszország)                                                                | Kedvenc influencer (Latin-Amerika)                                                                               |
| - Mattia Stanga - Khaby Lame - Kiro Ebra - LolloBarollo - Rametta                                     | - Fede Vigevani y la Vecibanda - Jashlem - Jimena Jiménez - Yolo Aventuras - Los Polinesios - Skabeche           |
| Kedvenc előadó (Latin-Amerika)                                                                        | Kedvenc híresség (Arábia)                                                                                        |
| - Camilo - Sebastián Yatra - Piso 21 - Danna Paola - Rauw Alejandro - María Becerra                   | - Anasala család - AboFlah - Issam Alnajjar - Noor Stars                                                         |
| Kedvenc híresség (Lengyelország)                                                                      | Kedvenc influencer (Lengyelország)                                                                               |
| - Sanah - Daria Zawiałow - Dawid Kwiatkowski - Natalia Szroeder - Roxie Węgiel                        | - Kinga Sawczuk - Cookie Mint - Maria Jeleniewska - Mela Modela - Twins Style                                    |
| Kedvenc közösségi sztár (Portugália)                                                                  | Kedvenc híresség (Románia)                                                                                       |
| - Inês Teixeira - Constanza Ariza - Teresa Bonvalot - Tiago Leitão                                    | - Cătălin Ionuț - Antonio Pican - Iuliana Beregoi - Louis Florea                                                 |
| Kedvenc előadó (Spanyolország)                                                                        | Kedvenc influencer (Spanyolország)                                                                               |
| - Alexity - David Rees - Melani - Samantha                                                            | - Indy - Lu - Silvia Sánchez - Marru                                                                             |